# Joshua William Swartz
Joshua William Swartz (* 9. Juni 1867 im Dauphin County, Pennsylvania; † 27. Mai 1959 in Harrisburg, Pennsylvania) war ein US-amerikanischer Politiker. Zwischen 1925 und 1927 vertrat er den Bundesstaat Pennsylvania im US-Repräsentantenhaus.

## Werdegang
Joshua Swartz wuchs auf der Farm seines Vaters auf und besuchte die öffentlichen Schulen seiner Heimat, das Lebanon Valley College und die Williamsport Commercial School. Nach einem anschließenden Jurastudium am Dickinson College in Carlisle und seiner 1892 erfolgten Zulassung als Rechtsanwalt begann er in Harrisburg in diesem Beruf zu arbeiten. Gleichzeitig schlug er als Mitglied der Republikanischen Partei eine politische Laufbahn ein. Zwischen 1915 und 1917 war er Abgeordneter im Repräsentantenhaus von Pennsylvania.
Bei den Kongresswahlen des Jahres 1924 wurde Swartz im 19. Wahlbezirk von Pennsylvania in das US-Repräsentantenhaus in Washington, D.C. gewählt, wo er am 4. März 1925 die Nachfolge des Demokraten Frank Crawford Sites antrat. Da er im Jahr 1926 auf eine weitere Kandidatur verzichtete, konnte er bis zum 3. März 1927 nur eine Legislaturperiode im Kongress absolvieren.
Nach dem Ende seiner Zeit im US-Repräsentantenhaus praktizierte Joshua Swartz wieder als Anwalt in Harrisburg. Politisch ist er nicht mehr in Erscheinung getreten. Er starb am 27. Mai 1959 in seiner Heimatstadt Harrisburg.